# Церик (Хорватия)
Церик (хорв. Cerik) — село в общине Врбовец в жупании Загребачка Хорватии. По данным переписи 2021 года, численность населения составляла 38 человек.

## Население
| 2021 |
| ---- |
| 38   |